# Freyer & Miller
Freyer & Miller is een Amerikaans historisch merk van motorfietsen.
De bedrijfsnaam was: Freyer & Miller Mfg. Co., Cleveland (Ohio).
De presentatie van de Freyer & Miller-motorfiets op de tentoonstelling van Chicago van 1902 verliep tamelijk spectaculair, want er werden emmers water over de motor geleegd om aan te tonen dat deze dankzij de rotatie-magneetontsteking desondanks zonder problemen zou starten. De Freyer & Miller was een van de eerste motorfietsen met een dergelijk ontstekingssysteem en doorstond de beproeving elke keer opnieuw zonder problemen. Verdere bijzonderheden waren de plaatsing van zowel het motorblok als de brandstoftank, onder het zadel. De motorfiets ging inderdaad in productie, maar die eindigde al in 1905.